# حديقة التعذيب
حديقة التعذيب (بالفرنسية: Le Jardin des supplices)‏ هي رواية بقلم الصحافي والروائي والكاتب المسرحي الفرنسي أوكتاف ميربو، ونشرت لأول مرة في عام 1899 خلال قضية دريفوس. وتم إهداء الرواية بشكل ساخر: «إلى الكهنة والجنود، والقضاة، لأولئك الناس الذين يعلمون ويرشدون ويحكمون الناس، أهدي هذه الصفحات عن القتل والدم».